# Souk El Had, Relizane
Souk El Had là một đô thị thuộc tỉnh Relizane, Algérie. Dân số thời điểm năm 2002 là 3.351 người.